# Nektarin

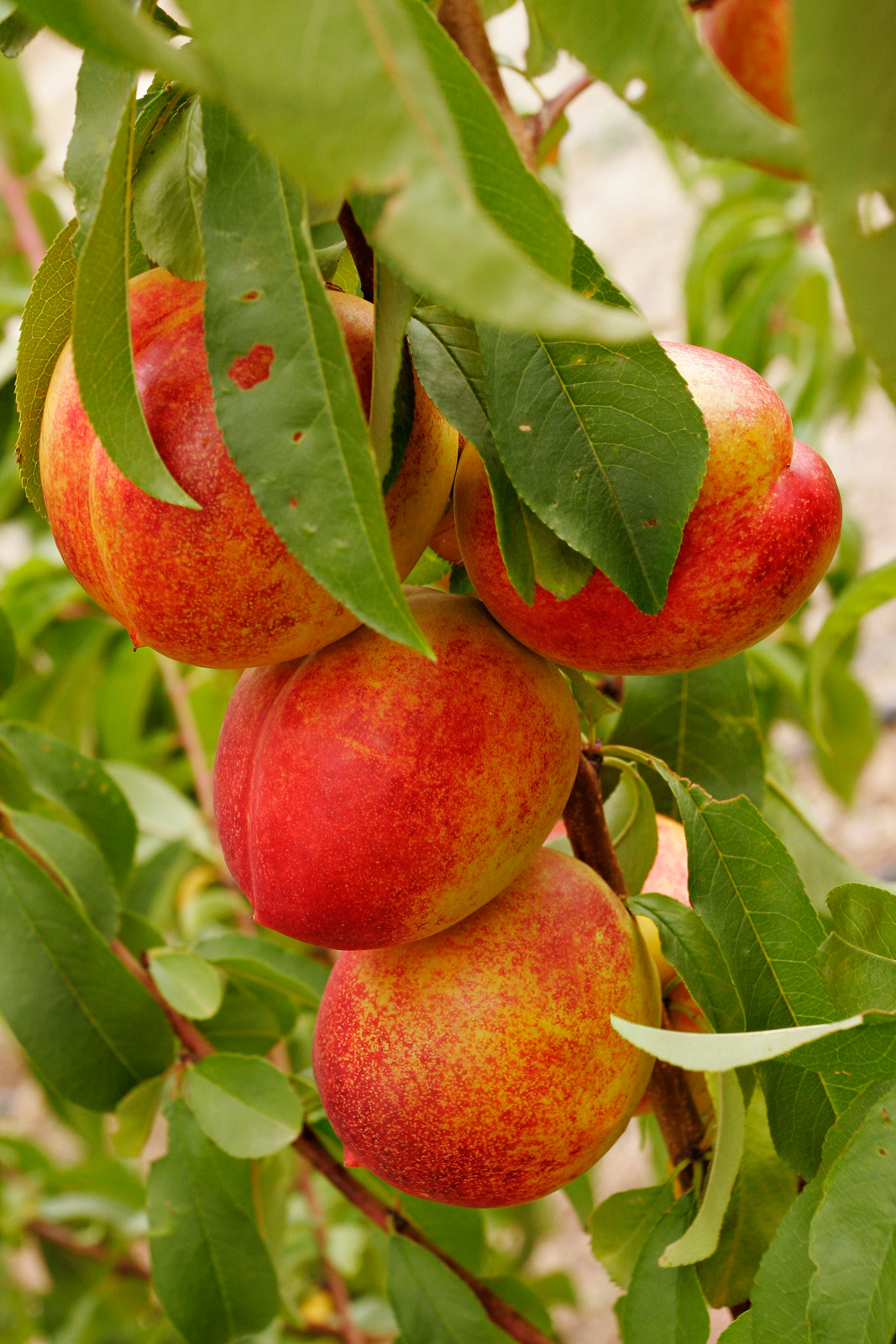

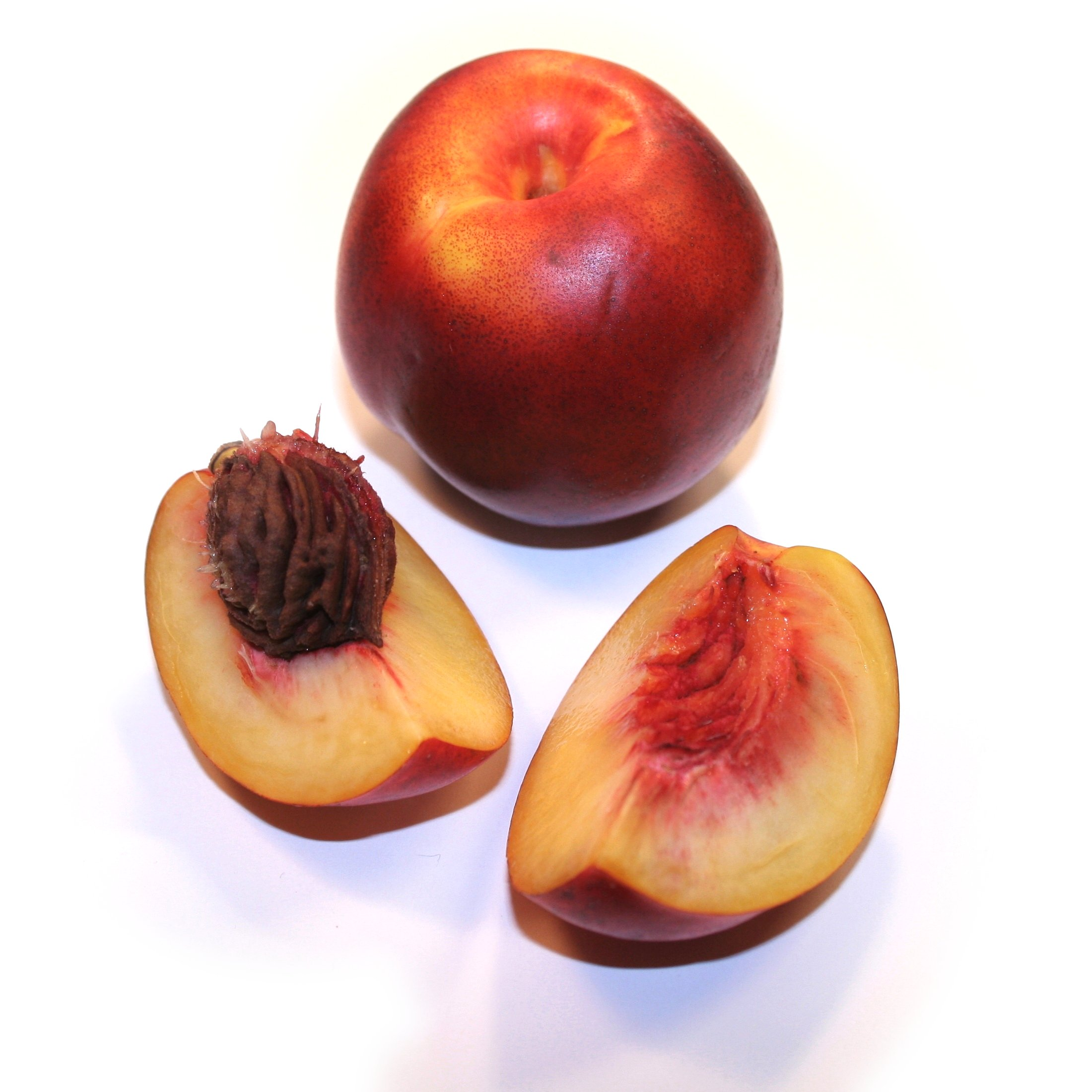
Nektarin.

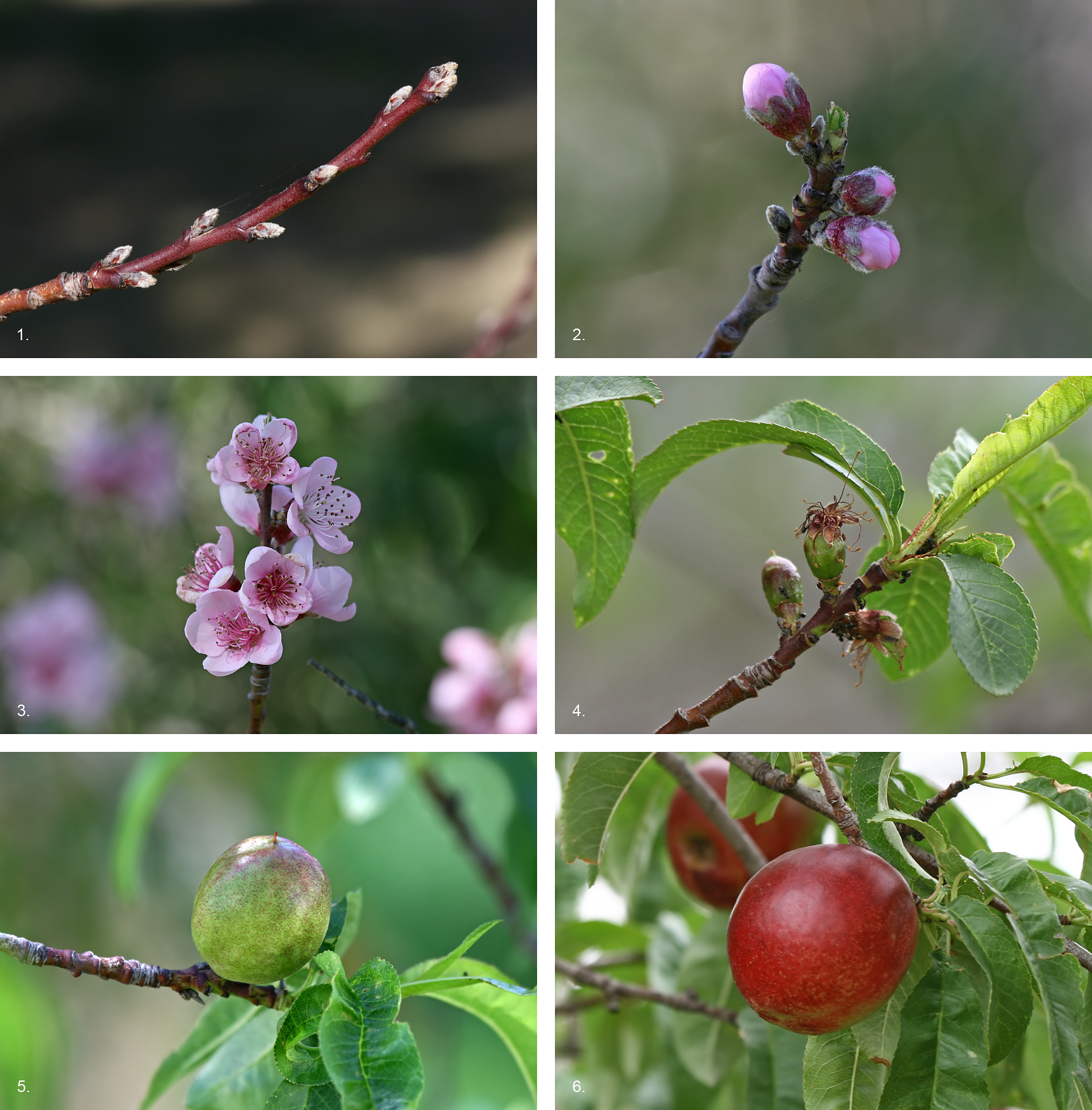
Nektarinens utveckling från knopp till frukt.

Nektarin (Prunus persica var. nucipersica eller var. nectarina) är en varietet av persika som kännetecknas av ett slätt, hårlöst skal.

## Biologi
Även om frukthandeln behandlar persikor och nektariner som olika frukter tillhör de samma art. Vanliga persikoträd kan bära nektariner, och träd som mestadels bär nektariner kan även bära persikor.
Det finns en felaktig uppfattning om att nektariner uppkommit genom korsning av persika och plommon, eller genom en korsning av persika och äpple.

## Historik
Nektarinen har uppkommit genom en mutation av persika. Det första skriftliga omnämnandet av nektariner är från 1616 i England, men de hade troligen odlats mycket tidigare än så i centrala Asien.